# Laothoe ferruginea
Laothoe ferruginea är en fjärilsart som beskrevs av Gill 1904. Laothoe ferruginea ingår i släktet Laothoe och familjen svärmare. Inga underarter finns listade i Catalogue of Life.